# Muerte y funeral de Estado de Winston Churchill
La muerte y funeral de Estado de Sir Winston Churchill, el estadista, soldado y escritor británico que se desempeñó como primer ministro del Reino Unido durante la Segunda Guerra Mundial, ocurrió el 24 de enero de 1965, a los 90 años. El suyo fue el primer funeral de estado en el Reino Unido para un no- miembro de la familia real desde Edward Carson en 1935. Fue el último funeral de estado hasta el de la reina Isabel II el 19 de septiembre del 2022. El funeral oficial duró cuatro días. La planificación del funeral, conocida como Operación Hope Not, comenzó después del derrame cerebral de Churchill que le ocurriera en 1953, cuando estaba en su segundo mandato como primer ministro. Después de varias revisiones debido a la continua supervivencia de Churchill (principalmente porque "los portadores del féretro seguían muriendo", explicó Lord Mountbatten), el plan se emitió el 26 de enero de 1965, dos días después de su muerte.
Por decreto de la reina Isabel II del Reino Unido, su cuerpo yació en Westminster Hall durante tres días a partir del 26 de enero. El 30 de enero se celebró la orden del funeral en la Catedral de San Pablo de Londres. Desde allí, el cuerpo fue transportado por agua a lo largo del Río Támesis hasta la estación de Waterloo, acompañado de saludos militares. Por la tarde fue enterrado en la iglesia de San Martín, Bladon, el lugar de descanso de sus antepasados y su hermano. Asistieron representantes de 120 países, 6000 personas y (inusualmente) la reina Isabel II más de 1000 policías y personal de seguridad, con la participación de nueve bandas militares, 18 batallones militares, 16 aviones de combate English Electric Lightning de la Royal Air Force, un barco especial MV Havengore y un tren fúnebre remolcado por Winston Churchill, homenaje rendido por 321,360 personas y presenciado por más de 350 millones de personas, fue el funeral de estado más grande de la historia. Se comentó "como una demostración del genio británico para el espectáculo público".

## Antecedentes
Elegido como el británico más grande en una encuesta de la BBC en 2002, Sir Winston Churchill es recordado por llevar a su país (con los Aliados) a la victoria como Primer Ministro del Reino Unido durante la Segunda Guerra Mundial. En junio de 1953, durante su segundo mandato como primer ministro, sufrió un derrame cerebral grave en una cena en Downing Street. Desconocido para sus invitados, colapsó y quedó parcialmente paralizado. La familia mantuvo el incidente en secreto. Entre los pocos que se enteraron de la noticia estaba la reina Isabel II, que ocupaba el trono desde hacía apenas un año. Dio instrucciones al Duque de Norfolk, quien, como conde mariscal, estaba a cargo de los funerales de estado, para que hiciera los preparativos en caso de la muerte de Churchill que deberían ser "en una escala acorde con su posición en la historia". Se preparó un plan minucioso y confidencial titulado Operación Hope Not. Churchill sobrevivió los siguientes 12 años, durante los cuales se realizaron con frecuencia las modificaciones necesarias. Durante ese período, en 1958, Churchill casi muere de un repentino ataque de neumonía.
Los documentos finales, titulados State Funeral of the Late Sir Winston Leonard Spencer Churchill, KG, OM, CH, se emitieron el 26 de enero de 1965, dos días después de la muerte de Churchill. Los documentos dictaron todo el curso del funeral hasta el más mínimo detalle.

## Muerte
Churchill falleció en la mañana del domingo 24 de enero de 1965 en su casa en el 28 de Hyde Park Gate, Londres, exactamente 70 años después de la muerte de su padre. Desde 1949, había sufrido ocho accidentes cerebrovasculares. La última fue el 15 de enero de 1965, de la que nunca se recuperó. Después del derrame cerebral, estuvo mayormente en coma; sus últimas palabras fueron para su yerno Christopher Soames: "Estoy tan aburrido con todo esto". Su médico, Lord Moran, primero informó a la Reina y al Primer Ministro Harold Wilson de la muerte, y luego hizo el anuncio a las 8:35 a. m., que se entregó a la prensa, diciendo: "Poco después de las ocho de esta mañana, domingo, 24 de enero, Sir Winston Churchill murió en su casa de Londres. [Firmado] Moran".

## Reacciones
Los líderes mundiales en tributos fueron la reina Isabel II, el primer ministro Harold Wilson y Lyndon B. Johnson, el presidente de los Estados Unidos.
La Reina envió de inmediato una carta de condolencias a Lady Churchill después de enterarse de la muerte de Churchill, diciendo:

El mundo entero es más pobre por la pérdida de su genio multifacético, mientras que la supervivencia de este país y las naciones hermanas de la Commonwealth, frente al mayor peligro que jamás los haya amenazado, será un recuerdo perpetuo de su liderazgo, su visión y coraje indomable.

Wilson anunció:

Sir Winston será llorado en todo el mundo por todos los que le deben tanto. Ahora está en paz después de una vida en la que creó la historia y que será recordada mientras se lea la historia.

Johnson, hospitalizado en el Hospital Naval de Bethesda con influenza, emitió una declaración oficial, diciendo:

CUANDO HABÍA tinieblas en el mundo, y la esperanza estaba baja en los corazones de los hombres, una generosa Providencia nos dio a Winston Churchill.

Mientras los hombres hablen de esa época de terrible peligro y de los hombres que ganaron la victoria, el nombre de Churchill vivirá...

Es hijo de la Historia, y lo que dijo y lo que hizo nunca morirá.

También ordenó que las banderas de los Estados Unidos ondearan a media asta para rendir homenaje al primer ciudadano honorario de los Estados Unidos hasta el día del funeral. Esta fue también la primera vez que la bandera estadounidense ondeó a media asta para un líder extranjero.

### Otros homenajes
Otros líderes mundiales que se unieron a los tributos incluyeron a los ex primeros ministros británicos Clement Attlee, Anthony Eden, Harold Macmillan y Sir Alec Douglas-Home, el presidente francés Charles de Gaulle, el primer ministro soviético Alexei Kosygin, los expresidentes estadounidenses Harry S. Truman y Dwight D. Eisenhower y el Papa Pablo VI.

## Autorización de funeral de estado
La Reina envió un mensaje a la Cámara de los Comunes sobre los procedimientos para el funeral de Churchill, y se leyó el 25 de enero, que decía:

Sé que será el deseo de todo mi pueblo que la pérdida que hemos sufrido por la muerte del Muy Honorable Sir Winston Churchill, K.G., sea atendida de la manera más adecuada y que tengan la oportunidad de expresar su dolor por la pérdida y su veneración a la memoria de aquel hombre insigne que en la guerra y la paz sirvió indefectiblemente a su patria por más de cincuenta años y en las horas de nuestro mayor peligro fue el líder inspirador que nos fortaleció y apoyó a todos. Con la seguridad de que puedo contar con el apoyo de mis fieles Comunes y con su generosidad para hacer las provisiones adecuadas para el pago adecuado de nuestra deuda de gratitud y tributo de dolor nacional, he ordenado que el cuerpo de Sir Winston repose en Westminster Hall y que a partir de entonces el Servicio Funerario se llevará a cabo en la Iglesia Catedral de St. Paul. – ELIZABETH REGINA

Cuando los miembros de la Cámara se reunieron para rendir homenaje, el Primer Ministro movió la moción que era una solicitud de la Reina sobre los lugares para el funeral y el funeral, y se resolvió como:

Que se presente un humilde Discurso a Su Majestad humildemente para agradecer a Su Majestad por haber dado instrucciones para el cuerpo del Rvmo. Honorable Sir Winston Churchill, K.G., para el funeral en Westminster Hall y para el funeral que se llevará a cabo en la Catedral de San Pablo en Londres y asegurando a Su Majestad nuestra cordial ayuda y concurrencia en estas medidas para expresar el afecto y la admiración en que la memoria de este gran hombre está en manos de esta Cámara y de todos los fieles súbditos de Su Majestad.

## Embalsamamiento
J. H. Kenyon Ltd, de Paddington, Londres, los directores de funerales de la Casa Real desde 1928, se encargaron de preparar los restos de Churchill para el funeral. Desmond Henley, el embalsamador jefe de la compañía, fue a la casa de Churchill en Hyde Park Gate para supervisar el proceso. El cuerpo de Churchill fue embalsamado en la misma habitación donde había muerto. Cuando se completó el proceso, los restos se vistieron con su pijama de seda y bata y se colocaron nuevamente en su cama. Churchill permaneció en reposo en privado en su casa hasta las 9:00 p. m. el martes por la noche, cuando el personal de Kenyon transportó sus restos a Westminster Hall para ser vistos por el público.

## Programa del Funeral
El funeral comenzó el martes 26 de enero de 1965. A las 8:30 p. m. la policía y el personal de seguridad habían tomado posiciones en lo que The Daily Telegraph informó como "la operación de seguridad más extensa de este tipo jamás realizada en Inglaterra"." A las 21:15 El cuerpo de Churchill fue transportado desde su casa en Londres a Westminster Hall para el funeral. Fue dirigido por Cameron Cobbold, primer barón Cobbold, el Lord Chambelán, en compañía de miembros de la familia. Fue colocado en un catafalco ante Lady Churchill y el Conde Mariscal. A las 21:00 la primera guardia fue montada en el salón por los granaderos y los guardias de Coldstream. En los días siguientes también se turnaron la Royal Navy, cinco regimientos de guardias de a pie y los Royal Irish Hussars de la Reina.
El velatorio duró desde el miércoles 27 de enero hasta las 6:00 a. m. del 30 de enero, durante el cual Westminster Hall se mantuvo abierto durante 23 horas diarias. Se reservó una hora para la limpieza. La cola era la mayoría de las veces de más de una milla de largo, y el tiempo de espera era de unas tres horas; 321.360 personas acudieron a presentar sus respetos.

### Procesión
A las 9:45 a. m. del sábado 30 de enero, el funeral comenzó con el repique del Big Ben. El reloj se silenció por el resto del día. Se disparó una salva de noventa cañonazos en Hyde Park para conmemorar los noventa años de la vida de Churchill. El ataúd fue sacado de la sala por un grupo portador de ocho guardias del 2. ° Batallón de Granaderos de la Guardia, colocado en una cureña y cubierto con la bandera de la Unión, en la que se colocó la insignia de la Orden de la Jarretera sobre un cojín negro. La procesión comenzó con un toque de tambor de la Royal Navy y luego fue encabezada por la Royal Air Force y los Foot guards. El carro de armas en sí estaba tirado por noventa y ocho marineros, con cuarenta más detrás sosteniendo cuerdas de arrastre.
Siguiendo al carro de armas iban Randolph Churchill y su hijo Winston uno al lado del otro, seguidos por miembros masculinos de la familia Churchill y el secretario privado de Churchill, Anthony Montague Browne, todos a pie. Lady Churchill y sus dos hijas lo siguieron en el carruaje de la ciudad de la Reina. Cuando la procesión salía del New Palace Yard del Palacio de Westminster, se disparó un solo tiro en St James's Park. La marcha atravesó Whitehall, Trafalgar Square, Strand, Fleet Street y Ludgate Hill. Una banda de música estaba formada por tres oficiales y 96 soldados del 2.º Batallón de Guardias Escoceses. Las pancartas de los movimientos de resistencia daneses se bajaron con respeto en el Cenotafio. En total, 2.500 soldados y civiles participaron en la procesión, mientras que cuatro medias compañías de soldados se alinearon en las calles. Se asignó a cuatro comandantes de los Húsares Reales Irlandeses de la Reina para llevar las medallas, órdenes y condecoraciones de Churchill. Se disparó un solo disparo cada minuto hasta que llegaron a la Catedral de San Pablo.

### Orden de servicio
El servicio comenzó cuando se colocó el ataúd en la Catedral de San Pablo. Con la asistencia de funcionarios de más de 112 países, 3500 personas asistieron al servicio y fue la reunión de dignatarios más grande de la historia hasta el funeral de Josip Broz Tito en 1980, el funeral del Papa Juan Pablo II en el 2005 y el funeral de Nelson Mandela en el 2013. Los invitados incluyeron al presidente francés Charles de Gaulle, el primer ministro canadiense Lester B. Pearson, el primer ministro de Rhodesia Ian Smith, el expresidente estadounidense Dwight D. Eisenhower, muchos otros jefes de Estado y de gobierno pasados y presentes, y miembros de múltiples familias reales europeas. Churchill se había opuesto expresamente a invitar a De Gaulle como creía, aunque eran aliados en la guerra, él era antibritánico y el duque de Norfolk le suplicó por amnistía política; a lo que Churchill accedió con la condición de que se utilizara la estación de Waterloo de Londres en lugar de Paddington, como estaba previsto. Sir Robert Menzies, entonces el primer ministro de la Commonwealth con más años de servicio, y Eisenhower, quienes habían conocido bien a Churchill en tiempos de guerra, rindieron homenaje en la transmisión del funeral de la BBC. Se cantaron los himnos favoritos de Churchill, incluidos "Fight the Good Fight", "He Who Would Valiant Be" y "Battle Hymn of the Republic". La música coral fueron las oraciones fúnebres de William Croft cantadas durante la procesión de entrada, y el Kontakion de los difuntos, "Dale descanso, oh Cristo, a tu siervo con tus santos". "Battle Hymn of the Republic", rindió homenaje a las raíces estadounidenses de Churchill, incluida su ciudadanía estadounidense honoraria, su estrecha relación con los EE. UU., en particular su amistad con el presidente estadounidense Franklin D. Roosevelt y su madre nacida en Estados Unidos.  Los otros dos recordaron su personalidad y trayectoria.
El Last Post (caballería) fue interpretado por el cabo de trompeta Peter Wilson de los Life Guards con Diana interpretada por el trompetista Basil King de los Royal Irish Hussars de la Reina. Cuando el servicio terminó a la una en punto, se tocó en el órgano la "Marcha Muerta" de Handel mientras los portadores del féretro se preparaban. La congregación cantó "Nuestro Dios, nuestra ayuda en épocas pasadas" mientras se llevaba el ataúd a través de las Grandes Puertas del Oeste.
Menzies y Eisenhower ofrecieron sus tributos después del funeral, hablando desde la cripta de la catedral. Menzies recitó:

En toda la historia registrada, esta [la Segunda Guerra Mundial] fue, creo, la única ocasión en que un hombre, con una imaginación altísima, con un fuego ardiendo en él y con una capacidad sin igual para transmitirlo a los demás, ganó un victoria crucial no sólo para las Fuerzas (pues había muchos héroes en aquellos días) sino también para el espíritu de libertad humana. Y así, en este día, le damos las gracias, y damos gracias a Dios por él.

Eisenhower dio su homenaje después de Menzies:

Sin pensar en la cantidad de tiempo que se le permitiría en la tierra, sólo le preocupaba la calidad del servicio que podía prestar a su nación ya la humanidad. Aunque no temía a la muerte, codiciaba siempre la oportunidad de continuar ese servicio. Entre todas las cosas así escritas o habladas, resonará a lo largo de todo el siglo un estribillo incontestable: He aquí un campeón de la libertad.

La reina Isabel II rompió ciertos protocolos reales en el funeral de Churchill. En primer lugar, era una etiqueta real común que el monarca no asistiera al servicio fúnebre fuera de la familia real. En segundo lugar, ella no solo asistió al servicio, sino que estuvo entre los primeros funcionarios en llegar a San Pablo, haciendo su presencia incluso antes de que llegaran el ataúd y la familia Churchill. Es costumbre real en todo caso que el monarca sea siempre el último en llegar.  Además, es una convención real que el monarca también sea el primero en salir o finalizar un evento en curso. Cuando terminó el funeral, la reina Isabel II siguió a la familia Churchill fuera de la catedral. A estos hechos inusuales de la reina Isabel II, Nicholas Soames comentó: "Es absolutamente excepcional, si no único, que la Reina le otorgue precedencia a alguien. Que ella llegara ante el ataúd y ante mi abuelo fue un gesto hermoso y muy conmovedor". Sin embargo, había un precedente histórico; El abuelo de la reina Isabel II, Jorge V, asistió al funeral de estado de Lord Roberts en 1914 y, de manera similar, renunció a sus privilegios reales para la ocasión.

## Cobertura mediática

### Noticias de su muerte
La BBC transmitió la noticia de la muerte a las 9:00 a. m. y continuó tocando la Sinfonía N.º 5 de Beethoven, el tema de apertura con tres notas cortas y una nota larga que indicaba la letra "V" en código Morse para simbolizar el gesto icónico de Churchill en tiempos de guerra. , dos dedos en alto para mostrar "V" de victoria.

### Cobertura del funeral de estado
El funeral fue visto por 25 millones de personas en el Reino Unido;  sin embargo, no se transmitió en vivo en Irlanda. Hubo 350 millones de espectadores en todo el mundo, lo que lo convirtió en un récord para un evento televisivo en ese momento, lo cual fue superado poco después por el matrimonio de la princesa Margarita con el conde de Snowdon.
En Gran Bretaña, el funeral fue transmitido en vivo por la BBC, presentado por Richard Dimbleby, y por ITV con Brian Connell como comentarista. Este sería el último evento estatal que presentaría Dimbleby porque falleció en diciembre de ese año de cáncer.
En América del Norte, que está entre cinco y ocho horas por detrás de la hora del meridiano de Greenwich, el funeral tuvo lugar durante el tiempo que suelen ocupar los programas de televisión de desayuno de las cadenas. Sin embargo, entonces, el único programa de este tipo en los Estados Unidos era NBC Today, pero no se transmitía los sábados. Aunque el funeral tuvo lugar en las primeras horas de la mañana en América del Norte, la audiencia en los Estados Unidos fue mayor que la de JFK catorce meses antes. NBC tuvo las calificaciones más altas entre las tres cadenas en ese momento (ABC, CBS y NBC) por su cobertura en vivo, con Chet Huntley, David Brinkley y Merrill Mueller (él mismo exjefe de la oficina de NBC en Londres) presentando la cobertura en vivo desde Londres. Las redes también transmitieron momentos destacados del funeral en horas de la noche.

## Repercusiones
Cuando Lady Churchill se retiraba a la cama, le dijo a su hija Mary (Lady Soames, Baroness Soames): "No fue un funeral, Mary, fue un triunfo".
El Scots Guards Battalion Digest informó, afirmando, "sin duda, el funeral de estado del 30 de enero fue el desfile más conmovedor en el que la mayoría del batallón había participado u observado. La sincronización perfecta, el ensayo detallado y una mayor dignidad se combinaron para hacer es una ocasión orgullosa y maravillosa".
The Observer informó el 31 de enero, diciendo: "Esta fue la última vez que Londres sería la capital del mundo. Este fue un acto de luto por el pasado imperial. Esto marcó el acto final en la grandeza de Gran Bretaña ... Fue un triunfo. Fue una celebración de algo grande que hicimos en el pasado".
En una semana, más de 100.000 personas habían visitado la tumba. En 1998, la lápida de Churchill tuvo que ser reemplazada debido a la gran cantidad de visitantes a lo largo de los años que la erosionaron y sus alrededores. Se dedicó una nueva piedra en 1998 en una ceremonia a la que asistieron miembros de la familia Spencer-Churchill.
De Gaulle comentó: 

"Ahora el Reino Unido ya no es una gran potencia".